# Caponina paramo
Caponina paramo là một loài nhện trong họ Caponiidae.
Loài này thuộc chi Caponina. Caponina paramo được Norman I. Platnick miêu tả năm 1994.